# 20020 Mipach
20020 Mipach è un asteroide della fascia principale. Scoperto nel 1991, presenta un'orbita caratterizzata da un semiasse maggiore pari a 2,601805 UA e da un'eccentricità di 0,190606, inclinata di 15,569413° rispetto all'eclittica. Ha un diametro di 6,371 km.